# Fastlife
Fastlife è l'album di debutto del cantante statunitense Joe Jonas, pubblicato l'11 ottobre 2011 dalla etichetta discografica Hollywood Records.
Due i singoli che ne anticipano la pubblicazione: See No More uscito il 3 giugno 2011 e Just in Love il 13 settembre 2011.

## Tracce
1. All This Time – 4:27 (Joe Jonas, Nathaniel Hills, Kevin Cossom, Marcella Araica)
2. Just in Love – 3:27 (Jonas, Robin Tardoss, James Fauntleroy II, LaShawn Daniels)
3. See No More – 3:52 (Jonas, Brian Kennedy, Chris Brown)
4. Love Slayer – 4:10 (Jonas, Hills, Cossom, Araica)
5. Fastlife – 4:01 (Jonas, Tardoss, Fauntleroy II, Daniels)
6. Make You Mine – 4:12 (Jonas, Hills, Claude Kelly, Araica)
7. Sorry – 5:03 (Jonas, Tardoss, Fauntleroy II, Daniels, Nuno Bettencourt)
8. Kleptomaniac – 4:04 (Tiffany Fred, Adonis Shroshire)
9. Not Right Now – 3:49 (Jonas, Hills, Cossom, Araica, James Washington)
10. Take It and Run – 4:36 (Hills, Cossom, Araica)
11. Lighthouse – 3:45 (Chauncey Hollis, Chris Brown, Kevin McCall)
12. Just in Love (feat. Lil Wayne) (Remix) – 3:27 (Jonas, Tardoss, Fauntleroy II, Daniels, Lil Wayne)

Durata totale: 48:53

## Classifiche
| Paese  | Posizione raggiunta |
| ------ | ------------------- |
| Italia | 12                  |

### Andamento nella classifica italiana
| Posizione | 12 | 26 | 83 | 83 | — |